# Дмитрий Александрович Шумаев
Дмитрий Александрович Шумаев (род. 6 февраля 1994, Москва) — российский предприниматель в сфере финансовых технологий. Руководитель платёжной платформы RT-Pay и проекта цифрового рубля RUBx, реализуемых при участии Госкорпорации «Ростех».

## Биография
Родился 6 февраля 1994 года в Москве. Окончил ВУЗ по специальности «Вычислительные машины, системы, комплексы и сети».
Начал карьеру в АО «Концерн Калашников» в должности заместителя руководителя IT-департамента.
Основал компанию , занимавшуюся разработкой ERP/CRM-решений для автосервисов. 
В 2017 году занимал должность генерального директора ГУП «БайконурСвязьИнформ».
С 2017 года работает в сфере финансовых технологий. В 2022 году участвовал в разработке проекта необанка в Беларуси. Целью проекта было создание платежной системы, не использующей корреспондентские счета в иностранной валюте, что соответствовало требованиям белорусского законодательства. В проект было инвестировано около 4 млн долларов США. Реализация не состоялась из-за невозможности получения лицензии Парка высоких технологий. Тем не менее технические наработки проекта легли в основу архитектуры платформы RT-Pay.

## RT-Pay и RUBx
В 2025 году при участии Госкорпорации «Ростех» возглавил запуск платежной платформы RT-Pay и цифрового рубля RUBx.
Согласно технической документации, RUBx представляет собой токенизированный рубль с обеспечением 1:1, использующий блокчейн TRON. Платформа RT-Pay предназначена для цифровых расчетов между юридическими и физическими лицами.